# Лелеківка (Кропивницький)
Лелеківка — давнє козацьке поселення, сучасний район на півночі Кропивницького. Розташоване при впадінні річки Грузька у річку Інгул.

## Історичні відомості
По верхній течії річки Інгул, верст за п'ять від колишньої фортеці Св. Єлизавети, там, де до Інгулу впадає річка Грузька, на пагорбах правого берегу розкинулося велике приміське село Лелеківка.
Село Лелеківка належить до старих населених пунктів колишньої Інгульської паланки Запорозької Січі, або «Херсонщини», як теперішні мешканці правого берега р. Висі називають усе, що на південь від цієї річки.
Коли саме засноване село відомостей точних не збереглося, але французький письменник, барон де-Тот, зазначає, те, що під час татарської навали 1769 року на «Нову Сербію», Лелеківку було спалено татарами, які обійшли стороною фортецю Св. Єлизавети.
За оповіданнями старих лелеківчан село засноване ще за часів Запорозької Січі козаком Лелекою на тому місці, де старий «Донський» шлях перетинав річку Інгул, і трошки вище того місця, де на Інгулі був старий «турецький» кам'яний міст (до наших часів не зберігся).
Засновником села, тоді званого Інгульська Слобода, вважається запорожець (за іншими даними гайдамака) Яким Лелека, який був підпрапорним Миргородського полку з Цибулівської сотні. Але більшість запевнює, що назву свою село отримало від великої кількості лелек (буслів, чорногузів), що жили в очеретах по берегах маленьких, нині вже висохлих, ставків на лівому низькому березі. Коли чумаки під'їздили до броду через річку, кажуть старі люди, це полохало лелек й починали вони з криком літати над очеретами та ставками, а з цього повстала й назва місцевості: чумаки казали, що ніби їдуть на Лелеків брід, а зимовик, що знаходився біля самого броду, називався Лелеків, або Лелеківка. Остання версія є правдоподібнішою, тому що й нині показують шлях, що одним кінцем підходить до м. Новомиргороду, а другим «тікає на Дон». За іншою версією Лелеківку заснував козак Лелека як військове поселення.
Про час виникнення села Лелеківка деяку інформацію подає грамота цариці Єлизавети Петрівни від 1752 року: 4 січня цього року «повелено построить земляную крепость, с наименованием её крепостью Св. Елисаветы. Крепость эта была заложена только 18 июня 1754 года за чертой Новой Сербии, в степи, на правом берегу Ингула, верстах 60 от Новомиргородского шанца, близ Запорожских зимовников. Но это место имело уже заселение, так что в том же 1754 году 24 июля была первая ярмарка».
Колишній Єлізаветградський повіт Херсонської губернії віддавна заселявся переселенцями з Польщі, Гетьманщини та Запорозької Січі. На самій межі з Польщею, де сходиться річки Тарговиця та Синюха, було засноване місто Архангельське, чисельність населення якого зростало завдяки українським переселенцям з Польщі. Київському полковнику Танському було наказано поновити та заселити села, що лежали з російського боку Синюхи, зруйновані татарами за часів турецької навали, війн. До Цибуліва був призначений отаманом та осадчим козак Миргородського полку Леонтій Сагайдачний, а до Архенгельського — місцевий пасічник Степан Таран. Сагайдачний вдало розпочав свою справу, заселивши в себе майже 300 родин переселенців з Польщі, а Таран, у свою чергу, жив у лісі і зовсім не дбав про доручену йому справу і тому був замінений на представника того ж полку Давида Миргородського. Нове місто, як околиця, перебувало, особливо на перших порах, у чималій небезпеці: найближче село Цибулів було за 70 верст й поляки постійно нападали на місто… Такий напад був вчинений на село Давидівка. Тоді уряд дав наказ поставити застави та фортеці, що й було доручено миргородському полковнику Капністу. У 1744 році у тій місцевості було засновано 13 слобід, а в них мешкало 357 козацьких та 563 польські родини. При захисті фортець та застав заселення пішло дуже добре: у 1752 році там мешкало більше 4000 українських сімей.
Але таке заселення, краще сказати колонізація країни вихідцями з Лівобережжя та Запорозької Січі, швидко було припинене. І хоча гетьманський уряд Лівобережжя та Запорізької Січі рішуче протестували, «суперечка за право колонізації запорозьких земель закінчилася на користь російських пануючих верств (російського торговельного капіталу). Вона в історії колонізації Степової України цікава тим, що виявила також інтереси лівобережної старшини та наміри її щодо степу; суперечка ця показує, що пануюча верства Лівобережжя здала свої позиції другій пануючій верстві — російській — лише по боротьбі… Утворення Нової Сербії було переведено після примусового виселення козаків, поляків та представників інших національностей. Їх, за підрахунком Шмідта було виселено близько 4008 сімей. Села, фортеці та будинки залишилися для сербів. Частина сіл отримала нові назви. Всю територію було поділено на два полки: Пандурський з центром у Крилові та гусарський — в Новомиргороді».
Виселення лівобережців із земель, що їх було відведено для сербських поселенців, сталося фактом, якому гетьманська влада мусила підкоритися, але цьому не хотіли підкоритися запорожці: В наказі у комісію 1767 року Запорозька Січ доручає своїм делегатам — військовому судді Павлові Головатому та курінному отаману Мойсею Скопі — вказати на образи, що вчинили запорізькій землі — «також подъ Новую Сербію и слободское при крепости святое Елисавети поселение, вширь и вдовжъ немало земли, с лесомъ и рыбными ловляме занято, казаков же зимовниками тамо сидящих согнано».
Поселення сербів на землях Буго-Гардівської, Інгульської та Кодацької поланок Запорожської Січі не виправдало тих надій, що на них покладалися російським урядом, а «колонізаційні інтереси до південних степів були настільки важливими для російської політики, що російський уряд повинен з усією силою користуватися нагодою переманити населення з Польщі до себе на нові незаселені землі».
У той самий час російський уряд, закріплюючи за собою запорізькі землі, примушений був на старих слободах поселяти не лише вихідців з Польщі, але й чужоземців, до яких входили й молдовани.
На початку 1880-х років офіційна версія була такою, що Лелеківку «в конце XVIII века заселено молдованами, пізніше (1811 г.) — великороссами, теперь малороссами», але імовірною з'являється версія, що її подає відомий дослідник Херсонщини, А. Шмідт: «вокруг крепости св. Елисаветы, за чертою Новой Сербии, образовалось значительное число слобод из русских раскольников и выходцев из Малороссии и берегов Дуная, так что, по проекту бригадира Муравьёва, из поселенцев при крепости св. Елисаветы с 1756 по 1759 год был составлен отдельный поселенный полк, названный Ново-Казачьим, к которому был присоединён, выведены на поселение из Малороссии, Слободской Малороссийский полк, вместо занимавших форпосты малороссийских казаков, постоянно разбегавшихся. В 1756 году в состав этого полка вошли слободы: Приградская или мещанская с приписанными к ней слободами крепости св. Елисаветы, Аджамка, Вершинно-Камянка… Слободы эти подразделялись на мещанские и солдатские; в них было 3538 семейств из 4604 душ, домов построенных 155».
Що в с. Лелеківка були колись старообрядці, про це свідчив образ «Саваофа», що знаходився за престолом старої лелеківської церкви.
В усіяким разі необхідно визнати, що Лелеківка, як велике село з українським населенням, існувало ще до татарського погрому 1769 року й заселене було її українцями, вихідцями з Польщі, на великому торговельному шляху, можливо на місці запорозьких зимовників, за багато років до заснування фортеці св. Єлизавети.
Тоді в місцевості Лелеківки існували поселення Піски, Димурівка, Бесарабія, Руський Край, Матня, Ближні Байраки, Крем'янече, Маніжжя (за переказами саме тут була перша дерев'яна церква). Також до церковного приходу відносилися тяжіли Високі Байраки, Обознівка, Северинка, Мамайка. Маніжжя назване за верховими вишколами козаків що відбувалися за першої хвилі Гайдамаччини у 1730 року.
Станом на 1886 рік у селі Лелекове Обознівської волості Єлисаветградського повіту Херсонської губернії мешкало 1982 особи, налічувалось 418 дворових господарств, існували 2 православні церкви, школа, лавка.
У 1938 році Лелеківці було надано статус селища міського типу, пізніше, під час чергової адміністративно-територіальної реформи, село було приєднано до Кропивницького.

## Історичні пам'ятки

### Сакральні споруди
- Церква Святої Трійці (1785). Про те, що Лелеківка є одним з найстарших селищ округи, свідчила і дерев'яна лелеківська церква, за переказами її заснував козак Лелека. За інформацією, що збереглася у церковному архіві, стало відомо, що цегляна церква Святої Трійці була побудована у 1785 році. Як було написано вище, що у 1769 році Лелеківку спалили татари, й те, що барон де-Тот вказує на Лелеківку, яка знаходиться поблизу Цибулева, свідчить, що селище вже тоді мало доволі значні розміри, але самим важливим свідченням були одвірки західних, південних та північних дверей церкви, оздоблені орнаментом, різаним по дубу. Орнамент цей дозволяє припускати, що його було зроблено на багато років раніше 1785 року, коли, за архівними відомостями, було побудовано церкву. Здається, що не буде помилкою, якщо припустити, що одвірки було зроблено наприкінці XVII або на початку XVIII століття для тої церкви, що згоріла під час татарського погрому Лелеківки у 1769 році. Настоятелем храму був о. Іван Левицький, переведений з парафії села Дмитрівка Переяславської єпархії до с. Лелеківка Інгульської єпархії. З переказів місцевих мешканців Лелеківки, відомо, що стара дерев'яна церква була трибанна українського (запорозького) типу, а коли почала валитися, то її було розібрано, а з тих матеріалів було побудовано капличку. Капличка стояла на іншому місці посеред української частини села, але після побудови нової кам'яної церкви, капличку (без змін зовнішнього вигляду) було перенесено на сільське кладовище. Дуже хитким аргументом існування церкви у першій половині XVIII століття в с. Лелеківка може бути ще й Євангелія, що зберігалася на престолі дерев'яної церкви; було відомо, що цей Євангелія був надрукований у друкарні Києво-Печерської лаври у 1733 році, але відсутність інших записів на Святому Писанні позбуває можливості встановити, від якого часу зберігалося воно при церкві. Наприкінці 1940-х років цегляна церква була знищена Радянською владою.

## Персоналії
- Посунько Данило Герасимович (? - 1942) — український цирковий борець, чемпіон світу 1916 року, тренер з боротьби.